# Cephalaria retrosetosa
Cephalaria retrosetosa är en tvåhjärtbladig växtart som beskrevs av Adolf Engler och Gilg. Cephalaria retrosetosa ingår i släktet jätteväddar, och familjen Dipsacaceae. Inga underarter finns listade i Catalogue of Life.